# اریک ادمان
اریک ادمان (سوئدی: Erik Edman؛ زادهٔ ۱۱ نوامبر ۱۹۷۸) یک بازیکن فوتبال اهل سوئد است.

## تیم ملی
وی همچنین در تیم ملی فوتبال سوئد بازی کرده است.